# Anant Bhargava
Anant Ram Bhargava (ur. w 1923, zm. 2 grudnia 2005 w Mughalsarai) – indyjski zapaśnik walczący w stylu wolnym. Olimpijczyk z Londynu 1948, gdzie zajął jedenaste miejsce w kategorii do 73 kg.
Czwarty na igrzyskach azjatyckich w 1954 roku.

## Letnie Igrzyska Olimpijskie 1948
| Konkurencja       | Rundy eliminacyjne | Rundy eliminacyjne      | Rundy eliminacyjne   | Klas. końcowa |
| Konkurencja       | Przeciwnik I       | Przeciwnik II           | Przeciwnik III       | Miejsce       |
| ----------------- | ------------------ | ----------------------- | -------------------- | ------------- |
| 73 kg styl wolnym | Yaşar Doğu (TUR) P | Eduardo Estrada (MEX) Z | Dick Garrard (AUS) P | 11.           |